# Ferrari Mondial
El Ferrari Mondial (Tipo F108) es un gran turismo deportivo de motor V8 central producido por la marca italiana Ferrari entre 1980 y 1993. Se ofreció en carrocería cupé o descapotable, sustituyó al Ferrari 308/208 GT4 cupé y llevó el último V8 central trasero de modelo 2+2 creado por Ferrari.
El nombre Mondial (del francés mundial o global) proviene de la historia de los deportes del motor en Ferrari. El 500 Mondial era unos deportivos ligeros con más éxito de principios de los 50, el cual fue ganador consecutivo en los campeonatos de Fórmula 1 de 1952 y 1953. El nombre se recuperó cuando Ferrari ganó los campeonatos mundiales de fabricantes de Fórmula 1 en 1975, 1976, 1977 y 1979. Fue concebido como un Ferrari "práctico", el Mondial es un cuatro plazas largo de lo más genuino, con suficiente espacio para niños y adultos pequeños. Además tiene una visibilidad trasera sorprendentemente buena para ser un vehículo de motor central.
El modelo descapotable del Mondial solo se produjo en un diseño cuatro plazas con motor trasero.

## Presentación

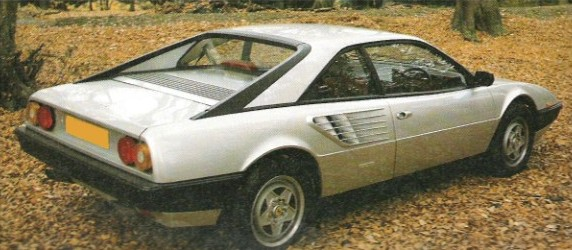
Vista trasera del Mondial 8

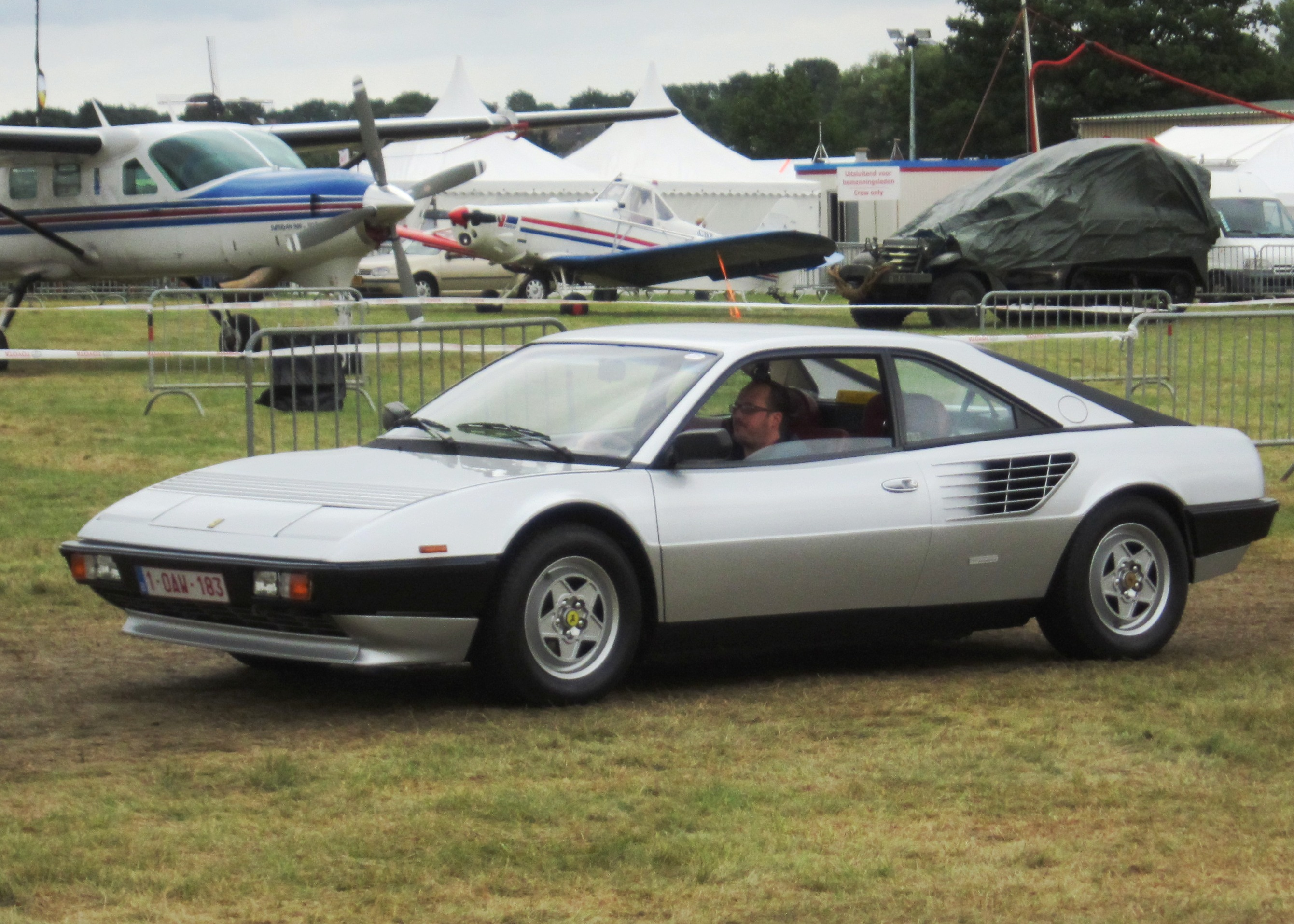
Mondial 8 en Vlaams Brabant

El primer Mondial se presentó como Mondial 8 en el Salón del Automóvil de Ginebra de 1980. Fue el primer Ferrari que se desmarcó de la nomenclatura de 3 dígitos empleada en otros Ferrari. Utiliza un motor central/trasero montado por Bosch con inyección K-Jetronic y 8 cilindros en V, compartido con el 308 GTBi/GTSi, transversal. El motor utilizado en 1973 por el Dino 308 GT4. El sistema K-Jetronic es mecánico, con una bomba de alta presión que alimenta los inyectores continuamente. No tiene centralita, sino unos cuantos relés que administran la secuencia de inicio en frío y demás. 
El chasis también está inspirado en el 308 GT4, pero es 100 mm (3,9 pulgadas) más largo y un ancho de vías de 2650 mm (104,3 pulgadas). La suspensión conservaba el diseño clásico de longitud desigual entre las horquillas superiores e inferiores.
Hoy en día, el Mondial 8 está considerado uno de los vehículos más "prácticos" de la marca, debido a sus 214 CV (211 HP; 157 kW), con cuatro asientos y un mantenimiento de lo más escaso. Se fabricaron un total de 703 unidades. Cuando salió, su precio en 1981 era de US$64 000 (equivalente a $214 489 en 2023).[cita requerida]
Ha sido considerado como el peor Ferrari de la historia, según una publicación de la revista Time en 2007 y, al mismo tiempo, el más criticado de la marca. También se le ha conocido como el ≪Ferrari de los pobres≫.

## Diseño
El Ferrari Mondial es un vehículo de motor central y tracción trasera. Se fabricó en una carrocería 2 puertas para ambas versiones cupé y descapotable, las cuales ofrecían una disposición de asientos 2+2. Se produjo en consonancia con el Ferrari 308 GTB, 328 y 348, los cuales comparten motor, transmisión, dirección y suspensión con este.

### Motor

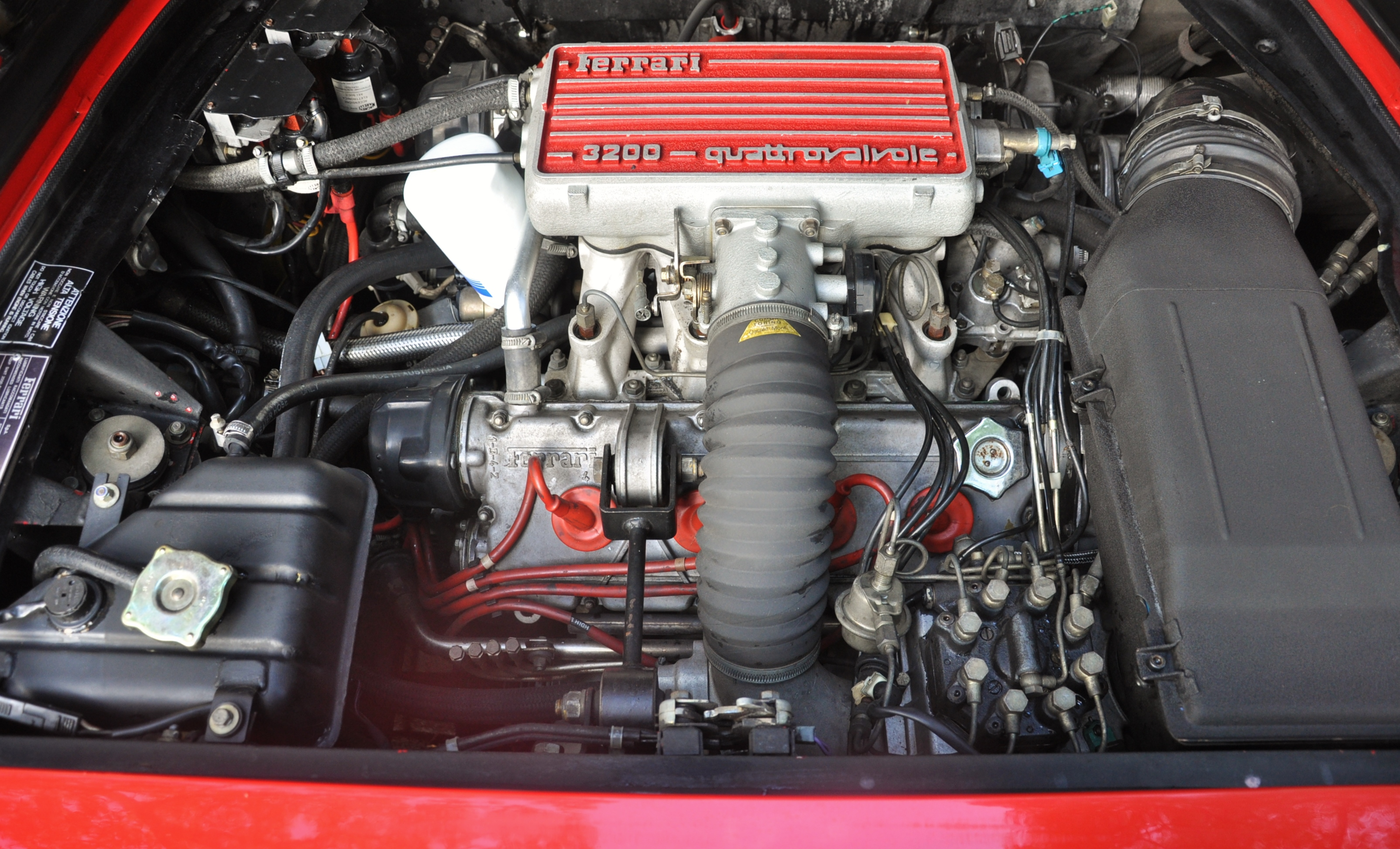
Motor del Mondial 3.2

Todos los Ferrari Mondial montan un motor V8 idéntico al de los modelos cupé de los Ferrari 308/328/348. Todos los motores derivan del original de Ferrari de 3 litros y 8 cilindros de V, montado por primera vez en el 1974 en el Ferrari (Dino) 308 GT4, que consistía en una extensión de dos cilindros más al motor V6 originalmente montado en el Dino 206 GT de 1968.
| Código de motor | Cilindrada                   | Diámetro x carrera                  | Potencia                           | Par máximo                      | Relación de compresión | Régimen máximo | Años           | Modelo del vehículo | Aceleración de 0 a 100 km/h (0 a 62 mph) |
| --------------- | ---------------------------- | ----------------------------------- | ---------------------------------- | ------------------------------- | ---------------------- | -------------- | -------------- | ------------------- | ---------------------------------------- |
| F106B           | 2927 cm³ (2,9 L; 178,6 plg³) | 81 x 71 mm (3,19 x 2,80 pulgadas)   | 214 CV (211 HP; 157 kW) a 6600 rpm | 243 N·m (179 lb·pie) a 4600 rpm | 8.8:1                  | 7700 rpm       | De 1980 a 1982 | Mondial 8           | 8,2 segundos                             |
| F105Un          | 2927 cm³ (2,9 L; 178,6 plg³) | 81 x 71 mm (3,19 x 2,80 pulgadas)   | 235 CV (232 HP; 173 kW) a 6800 rpm | 255 N·m (188 lb·pie) a 5500 rpm | 8.6:1                  | 7700 rpm       | De 1982 a 1985 | Mondial QV          | 6,4 segundos                             |
| F105C           | 3185 cm³ (3,2 L; 194,4 plg³) | 83 x 73,6 mm (3,27 x 2,90 pulgadas) | 270 CV (266 HP; 199 kW) a 7000 rpm | 304 N·m (224 lb·pie) a 5500 rpm | 9.8:1                  | 7700 rpm       | De 1985 a 1989 | Mondial 3.2         | 6,3 segundos                             |
| F119D o G       | 3405 cm³ (3,4 L; 207,8 plg³) | 85 x 75 mm (3,35 x 2,95 pulgadas)   | 300 CV (296 HP; 221 kW) a 7200 rpm | 238 N·m (176 lb·pie) a 4200 rpm | 10.4:1                 | 7500 rpm       | De 1989 a 1993 | Mondial T           | 5,6 segundos                             |

### Transmisión

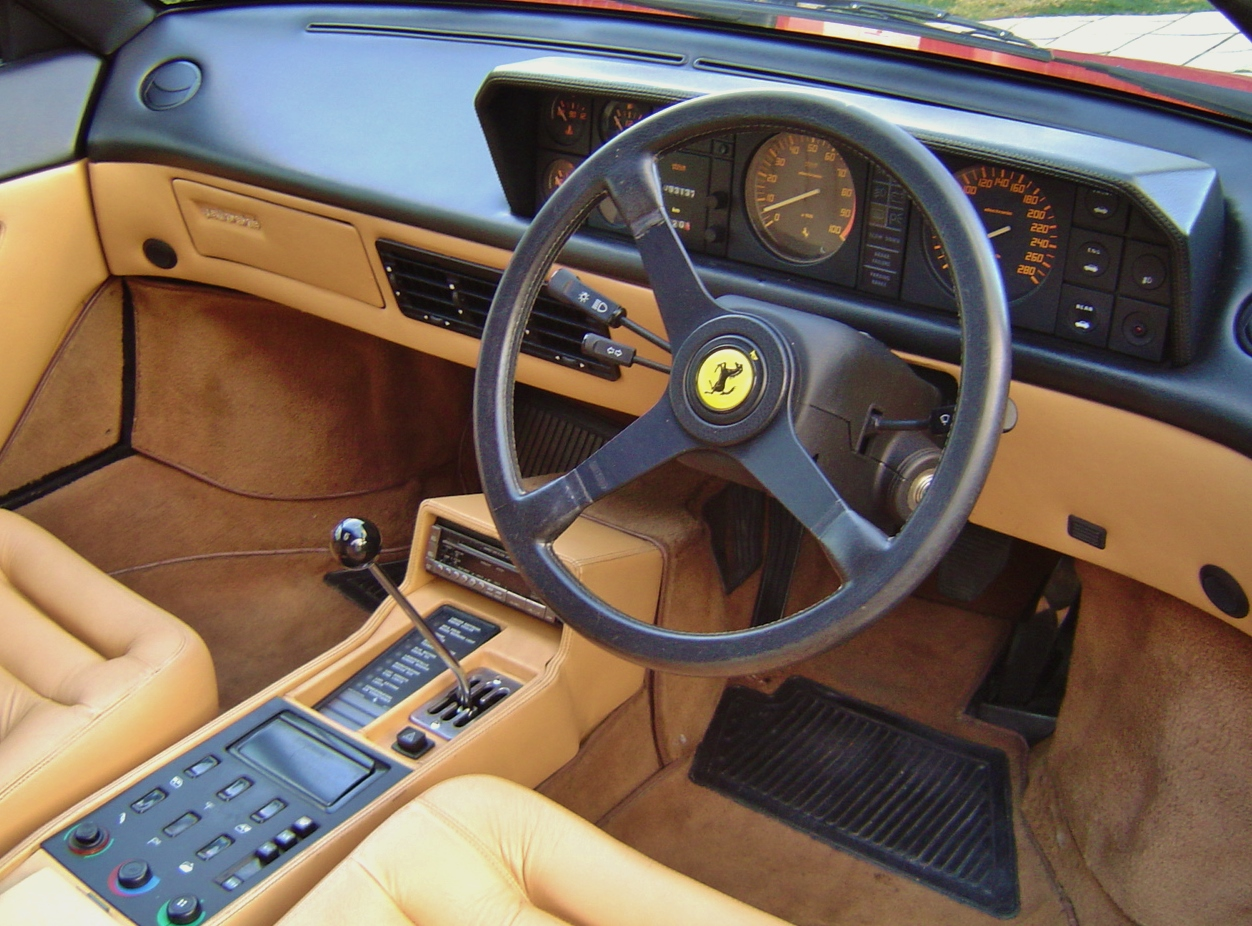
Interior de un Mondial 3.2 cupé

El motor está acoplado a una transmisión manual de cinco velocidades, con una distribución de la reversa en la posición típica de la primera.

### Suspensión y ruedas

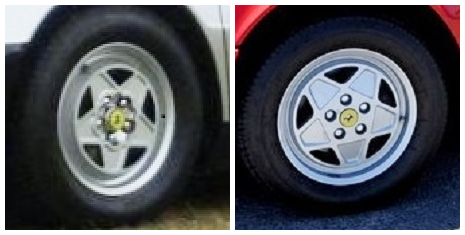
Mondial 8 y QV (izq.). Mondial 3.2 y T (der.)

A pesar de estar basado en un diseño de dos plazas, el Mondial es apreciablemente más ancho, tanto en la parte frontal como en la trasera.: 38, 60  Los sistemas de suspensión son independientes, con una longitud desigual entre las horquillas superiores e inferiores.

### Interior

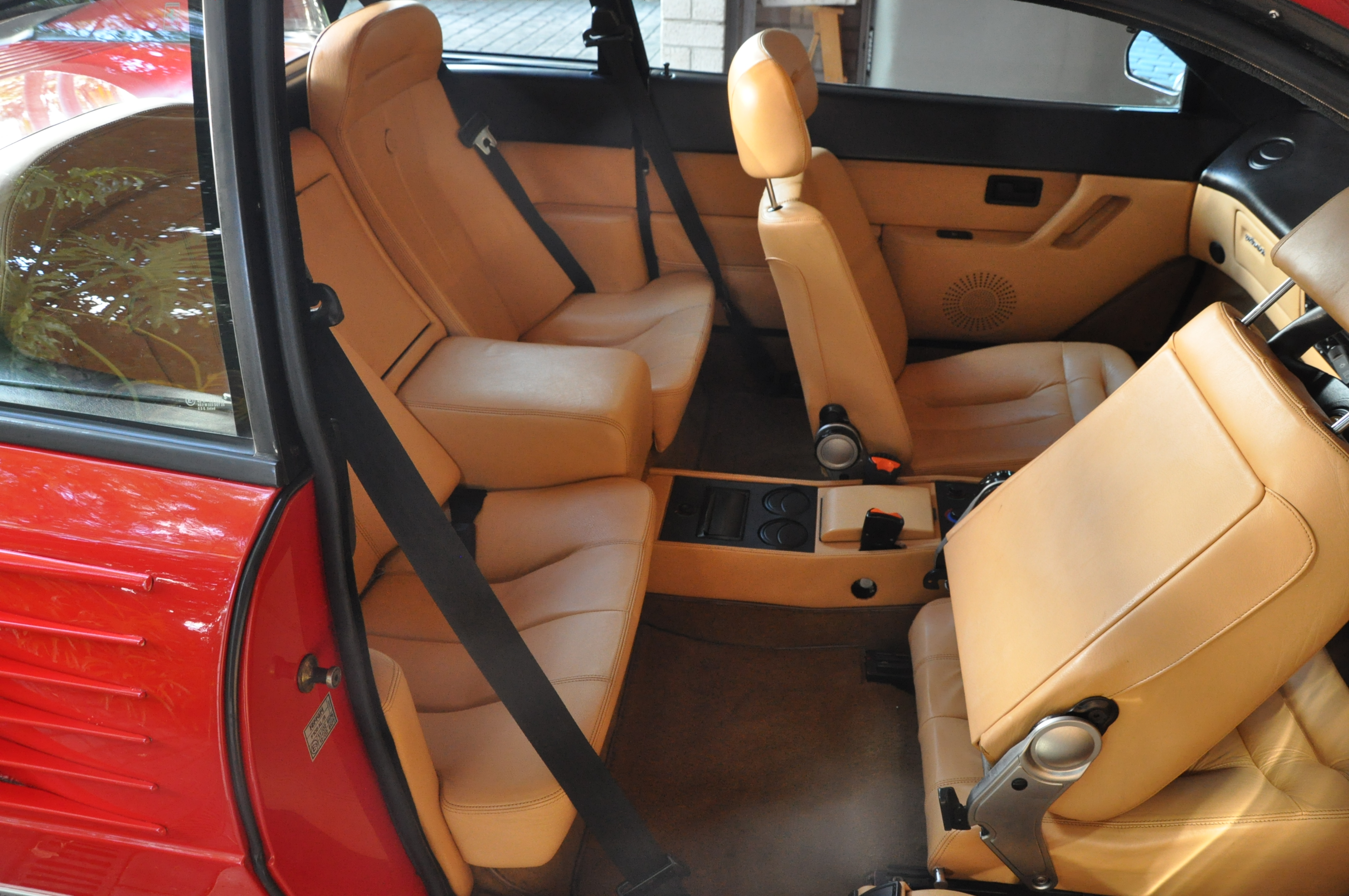
Interior del Ferrari 3.2 cupé.

Los asientos y el interior de todas las variantes del Mondial se fabricaban íntegramente por la empresa Connolly Leather, a excepción del vinilo negro utilizado en el panel de instrumentos y los forros de puerta superiores. La pintura, el tapizado y los colores de la alfombra generalmente iban a juego con los colores disponibles en los modelos de dos plazas de Ferrari, las elecciones más comunes eran Rosso Corsa o Rosso Dino (rojos), Azzurro (azules) y Nero (negro), en combinación con beige, bronceado o cuero negro.

## Mondial Quattrovalvole

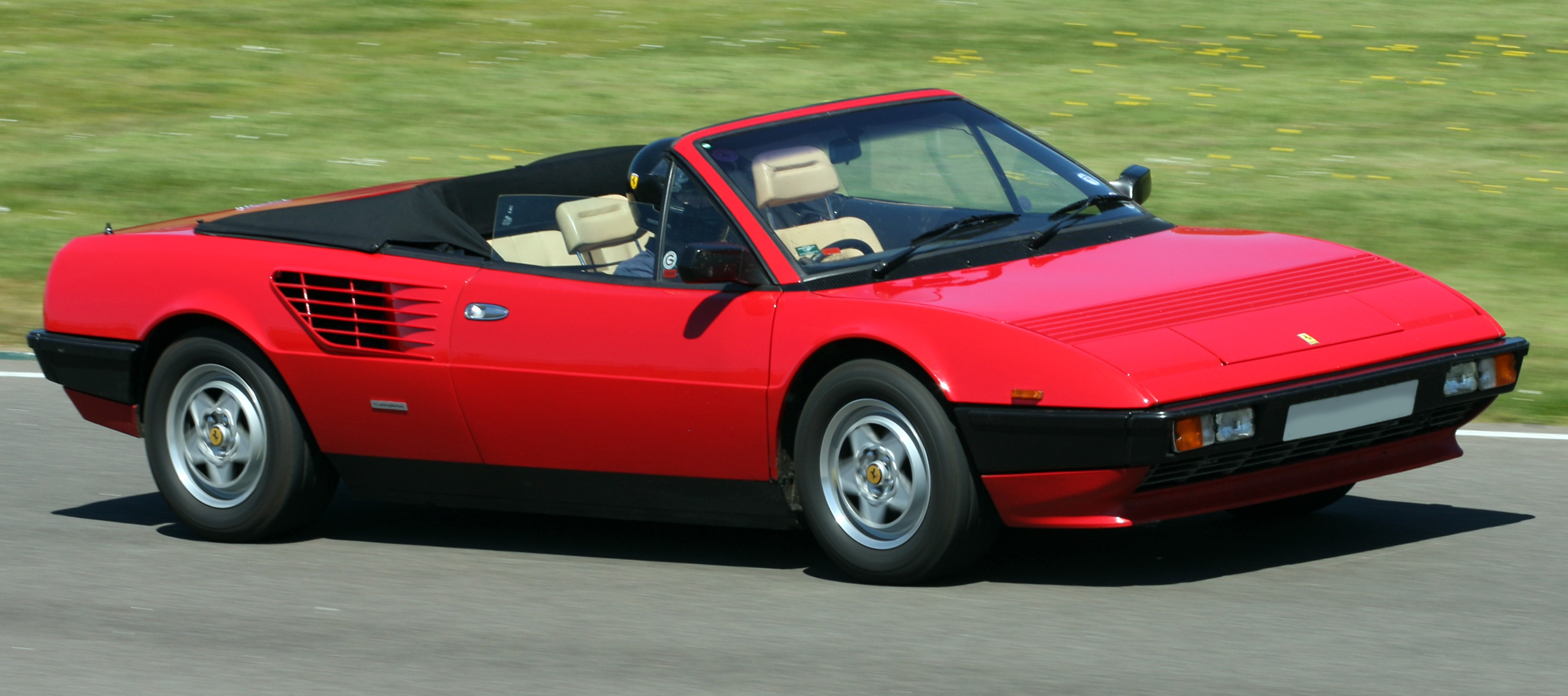
Mondial Quattrovalvole

El primer motor del Mondial, con doble árbol de levas en cabeza y 2 válvulas por cilindro. El Quattrovalvole de 1982 (abreviado a QV), se presentó con la novedad de sus cuatro válvulas por cabeza, el diseño de la cámara de combustión estaba basado en los motores de Fórmula de principios de los 80. Como sucedía en el anterior, el motor estuvo compartido con el contemporáneo 308 GTB/GTS QV y desarrolló 240 CV (237 HP; 177 kW) con una transmisión manual de 5 velocidades. Su aspecto era superior al del Mondial 8. Se fabricaron 1145 cupés entre 1982 y 1985.[cita requerida]

### Mondial QV descapotable

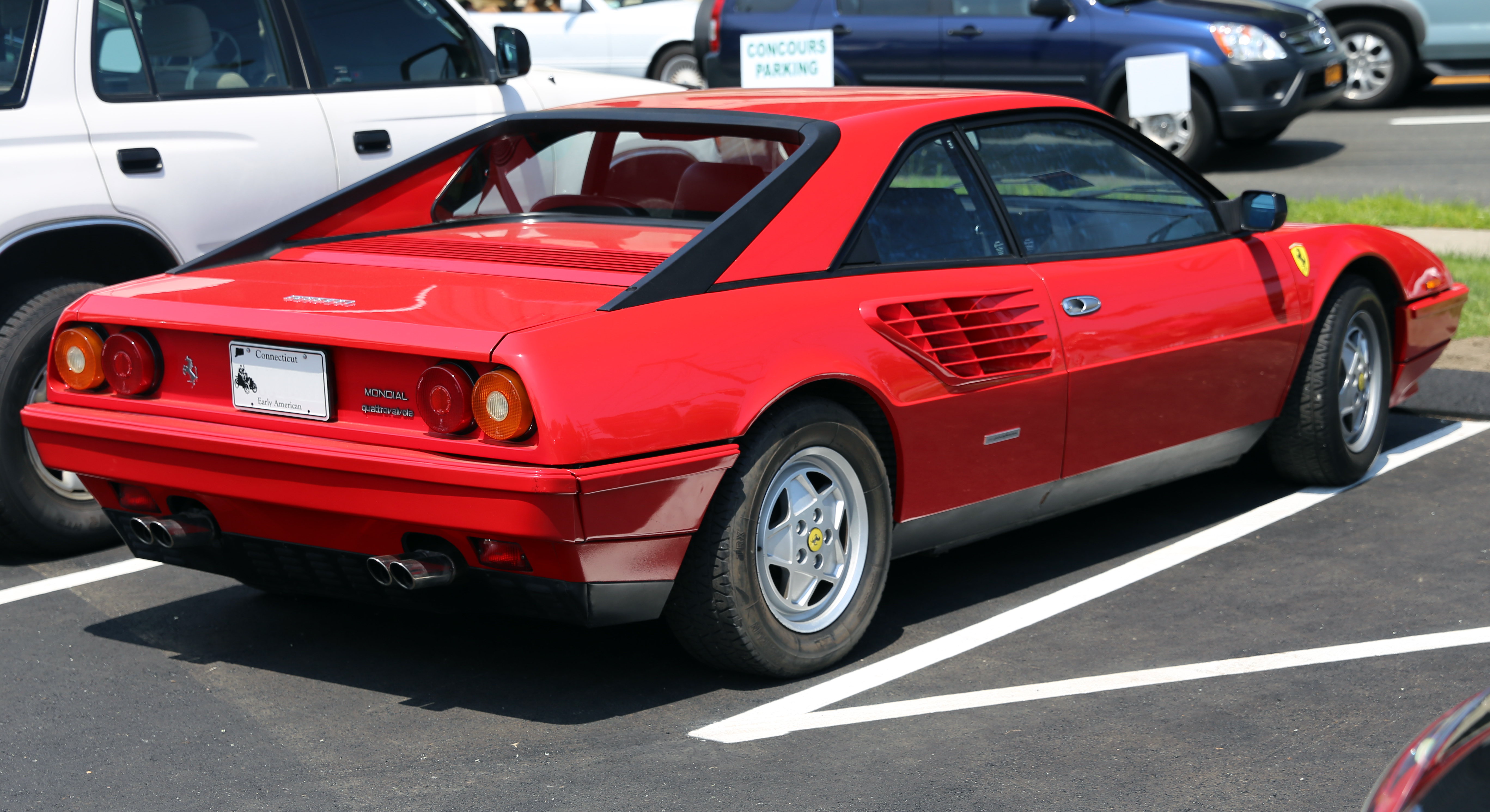
Vista trasera de Mondial QV.

En 1983 se desarrolló el modelo en su versión Cabriolet. La introducción del Cabriolet aumentó la popularidad del Mondial, particularmente en el mercado americano, donde el estilo de cuerpo convertible era más deseable. El Cabriolet tiene la distinción de ser el único con cuatro asientos y motor central trasero. Nunca fue fabricado en cadena y solo se vendieron 629 unidades, entre 1983 y 1985, haciendo esta la versión más rara del Mondial.

## Mondial 3.2
Al igual que el Ferrari 328, se aumentó la cilindrada hasta unos 3185 cm³ (3,2 L; 194,4 plg³) en 1985. Ahora se lograban 270 CV (266 HP; 199 kW). El Mondial 3.2 se presentó por primera vez en el primero presentado en 1985 en el Salón del Automóvil de Fráncfort en septiembre de ese año.

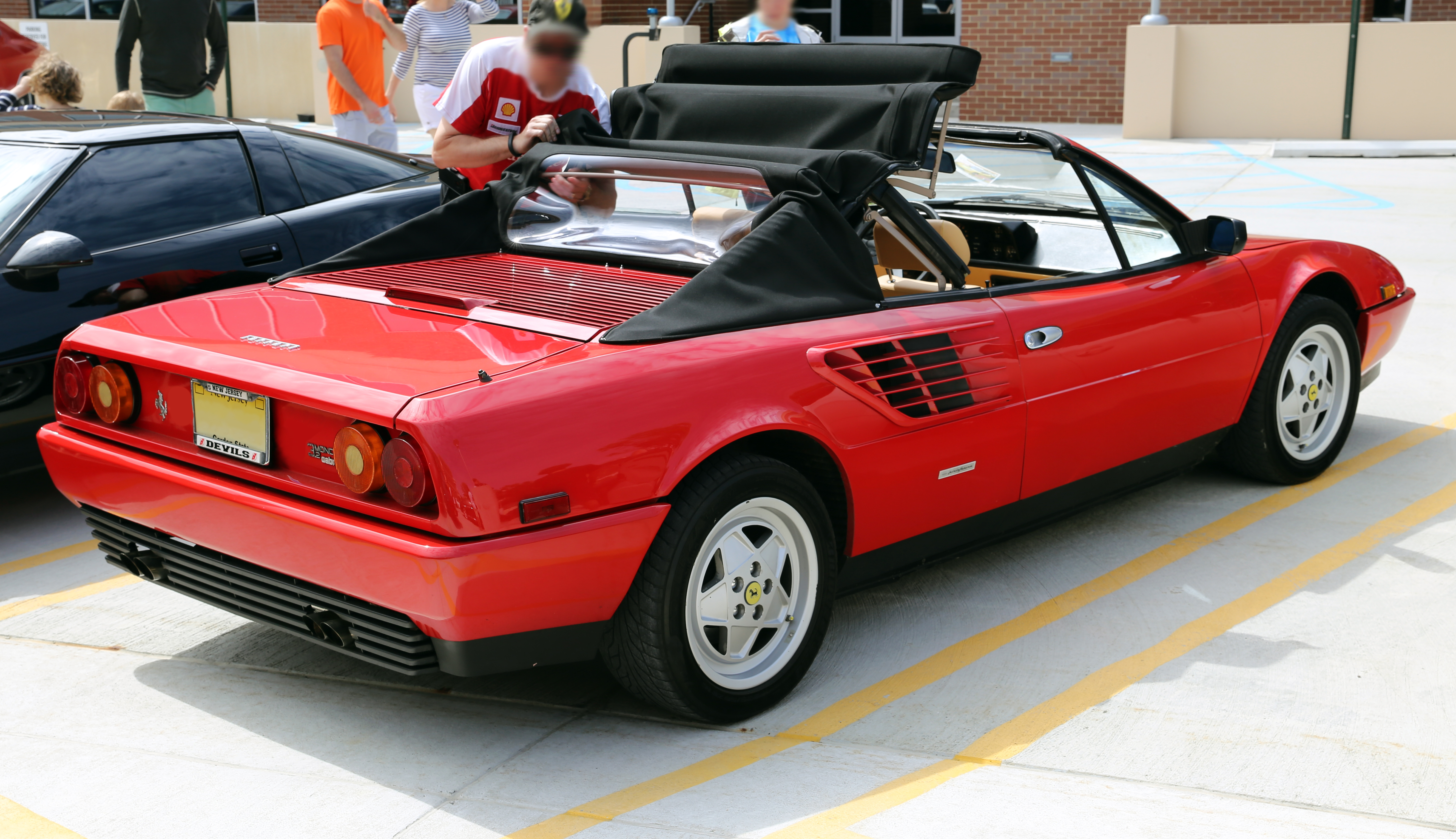
Ferrari Mondial 3.2 Cabriolet

## Mondial T

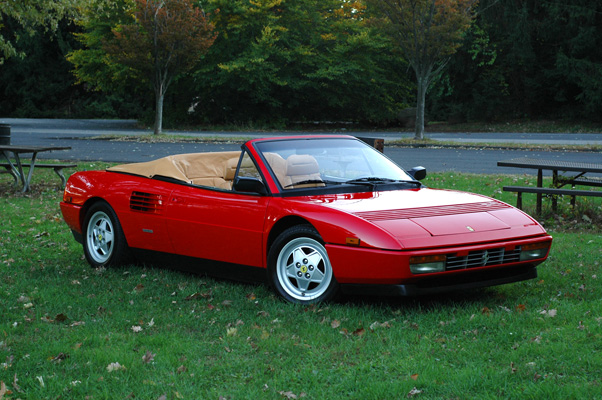
Mondial T

La última evolución del Mondial fue en 1989 con el Mondial T (cupé y descapotable). Fue un modelo sustancialmente cambiado , "punta de lanza de una generación nueva del Ferrari V8", según la revista Road & Track.[cita requerida] Los tiradores de las puertas se estilizaron más así como las defensas delantera y trasera. Además contaban con unas aletas más anchas.
La "T" de su nombre hace alusión a la disposición de su motor. Anteriormente estaba montado transversalmente, pero ahora se estableció longitudinalmente. Sin embargo, la transmisión se mantuvo transversalmente, por lo que visto desde arriba formaba una especie de T.

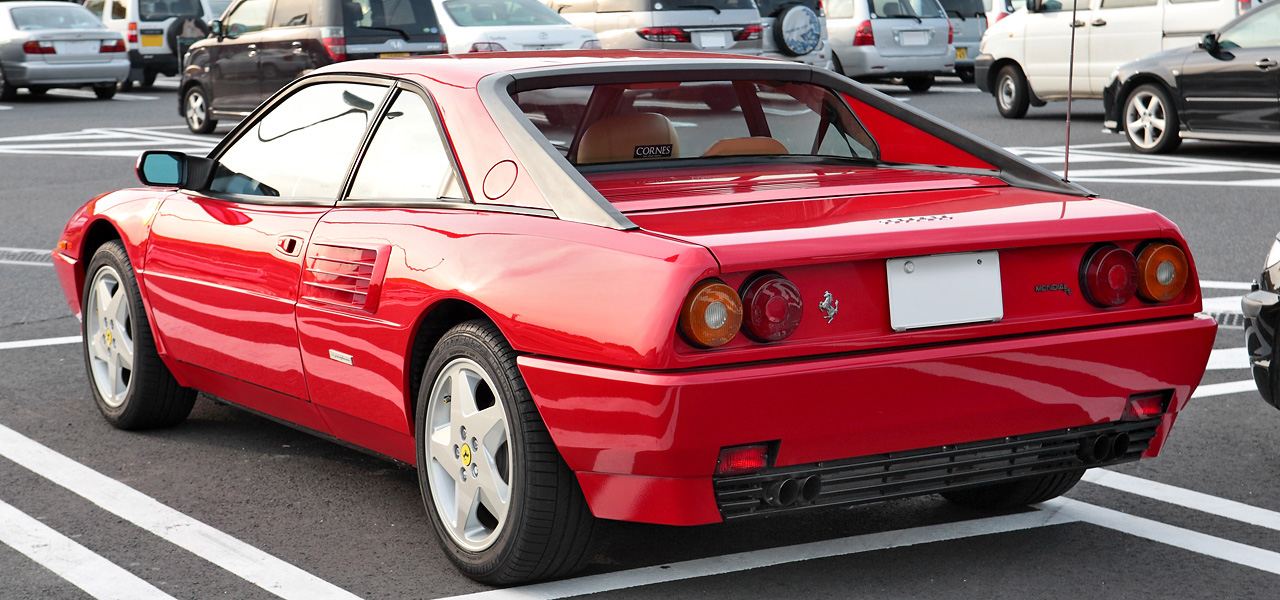
Mondial T cupé.

### Auto de seguridad
Se fabricó un Mondial T exclusivo para PPG Industries como auto de seguridad para la PPG Indy. Se fabricó bajo el diseño de I.DE.A Institute y tuvo un coste aproximado de un millón de dólares. Se presentó en 1989 en Laguna Seca. El vehículo utilizaba el chasis del Mondial T llamado 76390 y modificaciones de carrocería externas significativas incluidas en su diseño.
En 2004, uno de sus ejemplos estuvo ofrecido en un Christie's a subasta durante las 24 Horas de Le Mans de 2004, se vendió en 70 500 €.

## Apariciones en obras audiovisuales
| Modelo[cita requerida]                                     |
| Mondial QV descapotable                                    |
| ---------------------------------------------------------- |
| Weird Science, 1985                                        |
| Madonna: videoclip de «Material Girl», 1985                |
| Lionel Richie: videoclip de «Dancing on the Ceiling», 1985 |
| Modern Talking: videoclip de «Cheri, Cheri Lady», 1985     |
| Mondial 3.2 descapotable                                   |
| Cuando llega la noche, 1985                                |
| The Hidden, 1987                                           |
| Dirty Rotten Scoundrels, 1988                              |
| Solo tú, 1994                                              |
| Mondial T Cabriolet                                        |
| Scent of a Woman, 1992                                     |
| Father of the Bride Part II, 1995                          |
| Vacaciones en Las Vegas, 1997                              |